# Valea Ulieșului, Mureș
Valea Ulieșului este un sat în comuna Râciu din județul Mureș, Transilvania, România.